# Sarah Miriam Peale
Sarah Miriam Peale (Filadèlfia, 1800 - 1885) va ser una pintora nord-americana. Era filla del pintor nord-americà James Peale, que va ser el seu primer mestre; també va estudiar amb el seu cosí, el també pintor Rembrandt Peale. Va pintar a l'oli. Els temes que va conrear van ser la natura morta, la miniatura i, sobretot, els retrats. Juntament amb la seva germana Anna Claypoole Peale van ser les primeres dones a entrar en l'Acadèmia de Belles arts de Pennsilvània.
En la col·lecció permanent del Museu Nacional de Dones Artistes, a Washington, DC, es conserven Isaac Avery i Susan Avery, retrats pintats a l'oli sobre llenç que daten els dos de 1821.